# Senior Secret Love
Senior Secret Love (tiếng Thái: รุ่นพี่ Secret Love; RTGS: Roon Pee Secret Love) là một bộ phim truyền hình Thái Lan phát sóng năm 2016–2017 và được chia thành ba phần lần lượt là My Lil Boy, Puppy Honey và Bake Me Love.
Bộ phim được đạo diễn bởi Weerachit Thongjila và sản xuất bởi GMMTV và Housestories 8. Phần đầu tiên My Lil Boy được phát sóng từ ngày 7 tháng 2 năm 2016 đến ngày 13 tháng 3 năm 2016 và tiếp đến là Puppy Honney (20 tháng 3 năm 2016 đến 24 tháng 4 năm 2016), vào lúc 14:00 (ICT), Chủ nhật trên One31 và phát lại vào 15:00 (ICT) cùng ngày trên LINE TV. Còn phần Bake Me Love (1 tháng 5 năm 2016 đến ngày 5 tháng 6 năm 2016) được phát sóng vào lúc 15:00 (ICT), Chủ nhật trên One 31 và phát lại vào 17:00 (ICT) cùng ngày trên LINE TV.
Bộ phim đã được sản xuất mùa thứ hai với hai phần My Lil Boy 2 (11 tháng 12 năm 2016 đến ngày 29 tháng 1 năm 2017) và Puppy Honey 2 (18 tháng 3 năm 2017 đến ngày 6 tháng 5 năm 2017). Cả hai phần đều được phát sóng vào Chủ nhật trên One31 và LINE TV.

## Nội dung

### Phần 1 (2016)

#### My Lil Boy
Belle (Kanyawee Songmuang) được biết đến là người xinh đẹp nhất trường và cô luôn có được chàng trai mà cô muốn. Tuy nhiên, vẻ đẹp của cô dường như không có tác dụng với một chàng trai tên S (Korapat Kirdpan) đến nỗi cô có cảm tình với chàng trai này. Để có được S, Belle phải nhờ đến sự trợ giúp của hai người bạn thân nhất của cô.

#### Puppy Honey
Emma (Nutcharee Horvejkul), một sinh viên năm nhất khoa Nghệ thuật và cô rất yêu động vật, đặc biệt là mèo. Tuy nhiên, một tai nạn trong quá khứ đã khiến Emma rất sợ chó. Emma đã gặp Porsche (Vorakorn Sirisorn) và Pick (Chủ tịch một câu lạc bộ động vật), sinh viên năm 4 khoa Thú y. Porsche và Pick mời (thực ra là ép buộc) Emma và Rome, bạn của cô, trở thành thành viên của CLB. Nhưng điều gì sẽ xảy ra khi Emma và Rome bắt đầu có tình cảm với những đàn anh kia?

#### Bake Me Love
Mielle (Wornurai Sakolrat), một blogger làm bánh, đã thích Kim (Toni Rakkaen) ngay từ cái nhìn đầu tiên. Nhưng tình cảm của cô dành cho anh ấy thay đổi khi anh đánh giá thấp khả năng làm bánh của cô và nói rằng cô không nên làm blog về làm bánh vì rõ ràng là cô không biết cách làm ngon. Để trả đũa, Mielle phá hỏng cuộc hẹn của Kim với bạn gái cũ của anh, Lita (Oranicha Krinchai), người vẫn còn tình cảm với Kim. Mọi chuyện trở nên phức tạp hơn khi Mielle phát hiện ra Kim là hàng xóm mới của mình và họ vô tình chạm môi nhau.

### Phần 2 (2016–2017)

#### My Lil Boy 2

Poster quảng bá cho Senior Secret Love: My Lil Boy 2

Belle đang tận hưởng cuộc sống là sinh viên đại học năm nhất, trong khi S vẫn đang học trung học. Tuy nhiên, bây giờ sự quan tâm của Belle đối với anh dường như đã không còn như xưa. S nhận ra anh có tình cảm với Belle. Và giờ S là người theo đuổi Belle và anh sẽ cố gắng hết sức để giành lại cô. Nhưng nó không dễ dàng như anh ấy nghĩ.

#### Puppy Honey 2
Porsche phải chuyển đi nơi khác để thực tập. Từ đó, họ luôn có mâu thuẫn và trở nên căng thẳng. Porsche gặp Friend, một cô gái ở nơi anh thực tập và Emma cũng gặp Night (Perawat Sangpotirat), bạn của anh trai cô từ thời trung học. Pick vẫn không rõ ràng về tình cảm của mình với Rome. Tuy nhiên, Din, một cựu thành viên câu lạc bộ chó mèo của Porsche lại trở nên cực kỳ thân thiết với Rome. Pick khẳng định anh không có tình cảm với Rome, nhưng anh lại ghen khi Rome ở bên Din.

## Diễn viên

### Diễn viên chính

#### My Lil Boy
- Korapat Kirdpan (Nanon) vai S
- Kanyawee Songmuang (Thanaerng) vai Belle

#### Puppy HoneyvàPuppy Honey2

Poster quảng bá cho Senior Secret Love: Puppy Honey 2

- Vorakorn Sirisorn (Kang) vai Porsche
- Nachjaree Horvejkul (Cherreen) vai Emma
- Atthaphan Phunsawat (Gun) vai Rome
- Jumpol Adulkittiporn (Off) vai Pick

#### Bake Me Love
- Toni Rakkaen vai Kim
- Sakolrat Wornurai (Four) vai Mielle

#### My Lil Boy 2
- Korapat Kirdpan (Nanon) vai S
- Kanyawee Songmuang (Thanaerng) vai Belle
- Jirakit Kuariyakul (Toptap) vai Boss

### Diễn viên phụ

#### My Lil Boy
- Paveena Rojjindangam (Mildy) vai Pang
- Ingkarat Damrongsakkul (Ryu) vai Taewin
- Nawat Phumphotingam (White) vai Pe
- Supakan Benjaarruk (Nok) vai Ne
- Sawanya Liangprasit (Bell) vai Aom
- Phatchara Tubthong (Kapook) vai Orn

#### Puppy Honey
- Phurikulkrit Chusakdiskulwibul (Amp) vai Eau
- Phakjira Kanrattanasood (Nanan) vai Ping
- Harit Cheewagaroon (Sing) vai Din

#### Bake Me Love
- Weerayut Chansook (Arm) vai San
- Krittanai Arsalprakit (Nammon) vai Aek
- Leo Saussay vai Rose
- Oranicha Krinchai (Proud) vai Lita
- Sutthipha Kongnawdee (Noon) vai Wira

#### My Lil Boy 2
- Paveena Rojjindangam (Mildy) vai Pang
- Wachirawit Ruangwiwat (Chimon) vai Toy
- Ingkarat Damrongsakkul (Ryu) vai Taewin
- Phatchara Tubthong (Kapook) vai Orn
- Nara Thepnupha vai Mayrin

#### Puppy Honey 2
- Perawat Sangpotirat (Krist) vai Night
- Harit Cheewagaroon (Sing) vai Din
- Phurikulkrit Chusakdiskulwibul (Amp) vai Eau
- Tipnaree Weerawatnodom (Namtan) vai Friend

### Khách mời

#### Puppy Honey
- Ployshompoo Supasap (Jan) vai Fan (Tập 1)

#### My Lil Boy 2
- Nawat Phumphotingam (White) vai Pe

## Than khảo
1. ↑  "เปิดฉาก "รุ่นพี่ Secret Love" ตอน My Lil Boy "ต้าเหนิง" ตามจีบ "นนน" ถึงบ้าน!". sanook.com (bằng tiếng Thái). Sanook.com. ngày 4 tháng 2 năm 2016. Truy cập ngày 3 tháng 7 năm 2020.
2. ↑  ""นนน" รู้ใจตัวเอง คิดถึง "ต้าเหนิง" ปิดฉาก "รุ่นพี่ Secret Love" ตอน "My Lil Boy"". sanook.com (bằng tiếng Thái). Sanook.com. ngày 11 tháng 3 năm 2016. Truy cập ngày 3 tháng 7 năm 2020.
3. ↑  ""เชอรีน" มีปมกลัวหมา เปิดฉาก รุ่นพี่ Secret Love ตอน Puppy Honey". sanook.com (bằng tiếng Thái). Sanook.com. ngày 18 tháng 3 năm 2016. Truy cập ngày 3 tháng 7 năm 2020.
4. ↑  "แค่ตัวอย่างก็ฟินแล้ว "โทนี่-โฟร์" เคมีดี๊ดีใน "รุ่นพี่ Secret Love - Bake Me Love"". sanook.com (bằng tiếng Thái). Sanook.com. ngày 22 tháng 4 năm 2016. Truy cập ngày 3 tháng 7 năm 2020.
5. ↑  "น้อง ม.4 พี่ปี 1 กลับมาตามเสียงเรียกร้อง! รุ่นพี่ Secret Love ตอน My Lil Boy 2". sanook.com (bằng tiếng Thái). Sanook.com. ngày 2 tháng 12 năm 2016. Truy cập ngày 3 tháng 7 năm 2020.
6. ↑  "ต้าเหนิง โดนรถเฉี่ยวล้ม นนน ดูแลไม่ห่าง! ส่งท้าย รุ่นพี่ Secret Love ตอน My Lil Boy 2". sanook.com (bằng tiếng Thái). Sanook.com. ngày 28 tháng 1 năm 2017. Truy cập ngày 3 tháng 7 năm 2020.
7. ↑  ""คริส"ประกบคู่"เชอรีน" เปิดฉาก Puppy Honey 2". dailynews.co.th (bằng tiếng Thái). Daily News. ngày 17 tháng 3 năm 2017. Truy cập ngày 3 tháng 7 năm 2020.
8. ↑  "ลุ้นหนัก 'ออฟ-กัน' ตัดสินความสัมพันธ์!!!". komchadluek.net (bằng tiếng Thái). Kom Chad Luek. ngày 6 tháng 5 năm 2017. Truy cập ngày 3 tháng 7 năm 2020.